# 京都教育大學
京都教育大学（日语：京都教育大学／きょうときょういくだいがく、Kyoto University of Education）位于京都市伏见区的日本国立大学。

## 沿革
- 1876年创立的京都府师范学校和1944年创立的京都青年师范学校在1949年合并成新制京都学艺大学，*1966年 改称京都教育大学，学艺学部改称教育学部。

## 附属学校设施
- 京都教育大学附属京都小学
- 京都教育大学附属桃山小学
- 京都教育大学附属京都中学
- 京都教育大学附属桃山中学
- 京都教育大学附属高级中学
- 京都教育大学附属养护学校
- 京都教育大学附属幼儿园

## 著名校友
- 岸田敏志 - 演员
- 吉村万一 - 芥川奖获得者，作家